# آیین ماسونی و نمادگرایی آن

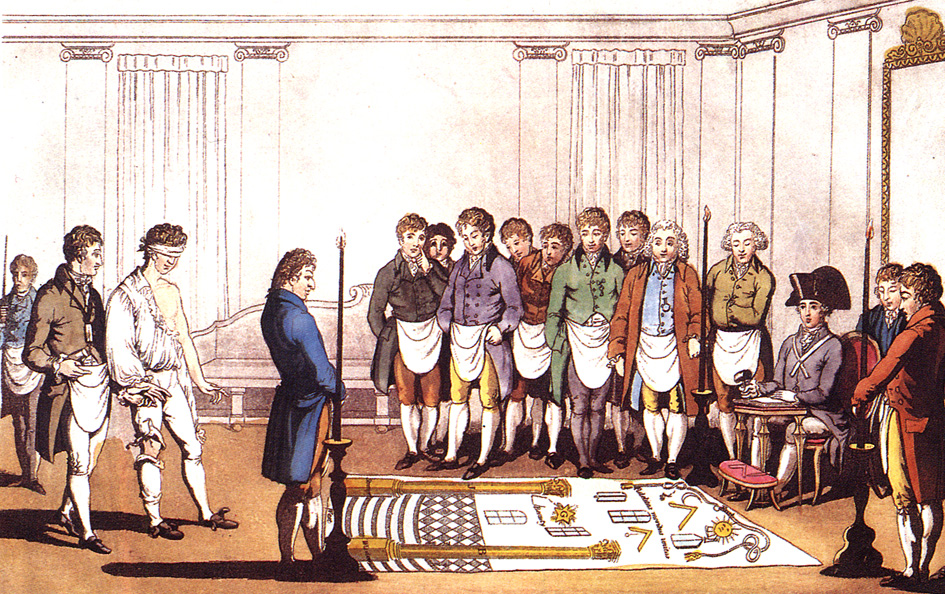
مراسم ورود به فراماسونری پاریس، ۱۷۴۵.

تشریفات ماسونی عبارت است از کلمات و اعمالی که در حین کار درجات در لژ ماسونی گفته یا انجام می‌شود. نمادگرایی ماسونی چیزی است که برای نشان دادن اصولی که فراماسونری از آن حمایت می‌کند استفاده می‌شود. مناسک ماسونی در بسیاری از زمینه‌ها در ادبیات ظاهر شده‌است، از جمله در «مردی که پادشاه می‌شود» اثر رودیارد کیپلینگ و جنگ و صلح اثر لئو تولستوی.

## هدف
فراماسونری در آیین خود به عنوان یک «نظام زیبا و عمیق اخلاقی، پوشیده در تمثیل‌ها و نشان داده شده توسط نمادها» توصیف می‌شود. نمادهای فراماسونری در سرتاسر لژ ماسونی یافت می‌شود و شامل بسیاری از ابزارهای کار سنگ‌تراش‌های قرون وسطایی یا رنسانس است. کل سیستم از طریق تشریفات ماسونی، که شامل سخنرانی‌ها و نمایشنامه‌های تمثیلی است، به فراماسونهای جدید منتقل می‌شود.
در همه شاخه‌های فراماسونری، سیستم سه درجه فراماسونری مشترک است که تمثیل آن بر ساختمان معبد سلیمان و داستان معمار اصلی هیرام ابیف متمرکز است. درجات بیشتر تمثیل‌های زیربنایی متفاوتی دارند که اغلب به انتقال داستان هیرام مرتبط است. شرکت در اینها اختیاری است و معمولاً مستلزم پیوستن به یک نهاد ماسونی جداگانه است. نوع و در دسترس بودن مدارج عالی نیز به صلاحیت ماسونی لژ کرافت بستگی دارد که اولین بار ماسون را فراماسون کرد.

## عدم استانداردسازی
فراماسون‌ها کار مدرک خود را، اغلب از حافظه، با پیروی از یک متن از پیش تعیین شده و قالب تشریفاتی انجام می‌دهند. آداب و رسوم مختلف ماسونی برای فراماسونری دستی وجود دارد. هر حوزه ماسونی در استانداردسازی (یا استاندارد نکردن) مراسم خود آزاد است. با این حال، شباهت‌هایی بین حوزه‌های قضایی وجود دارد. به عنوان مثال، تمام تشریفات ماسونی برای سه درجه اول از نمادهای معماری ابزارهای سنگتراش عملی قرون وسطی استفاده می‌کنند. فراماسون‌ها به عنوان ماسون‌های گمانه زنی (به معنای ساختمانی فلسفی و نه واقعی) از این نمادگرایی برای آموزش درس‌های اخلاقی و اخلاقی مانند چهار فضیلت اصلی صلابت، احتیاط، اعتدال، و عدالت و اصول «عشق برادرانه، امداد» استفاده می‌کنند. یا اخلاق)، و حقیقت» (که معمولاً در آیین‌های زبان انگلیسی یافت می‌شود)، یا «آزادی، برابری، برادری» (معمولاً در آیین‌های فرانسوی یافت می‌شود).

## نمادها در آیین
در اکثر حوزه‌ها، یک انجیل، قرآن، تنخ، وداها یا سایر متون مقدس مناسب (که در برخی از آیین‌ها به عنوان جلد قانون مقدس شناخته می‌شود) همیشه در حالی که لژ باز است نمایش داده می‌شود (در برخی از لژهای فرانسوی، از قوانین اساسی ماسونی استفاده می‌شود. بجای). در لژهایی با عضویت ادیان مختلط، یافتن بیش از یک متن مقدس معمول است. به یک نامزد مطابق با اعتقادات وی، متن دینی برای تعهد خود انتخاب می‌شود. لژ بزرگ متحد انگلستان (UGLE) به شباهت‌هایی با رویه حقوقی در انگلستان و به منبعی مشترک با سایر فرآیندهای سوگند یاد می‌کند.
مطابق با مضمون هندسی و معماری فراماسونری، حق تعالی در آیین فراماسونری با عناوین معمار بزرگ جهان، هندسه‌دان بزرگ یا موارد مشابه یاد می‌شود تا روشن شود که مرجع عمومی است و به یک تصور دین خاص از خدا مرتبط نیست.
برخی از لژها از تابلوهای ردیابی استفاده می‌کنند: تصاویر نقاشی شده یا چاپ شده که نمادهای نمادین مختلف فراماسونری را به تصویر می‌کشند. آنها می‌توانند به عنوان کمک آموزشی در طول سخنرانی‌هایی که هر یک از سه درجه را دنبال می‌کنند، زمانی که یک عضو با تجربه مفاهیم مختلف فراماسونری را برای اعضای جدید توضیح می‌دهد، استفاده شود.
معبد سلیمان نماد مرکزی فراماسونری است که بر این باور است که سه استاد بزرگ اول پادشاه سلیمان، پادشاه هیرام اول صور و هیرام ابیف - صنعتگر/معماری که معبد را ساخته‌است. مراسم آغاز فراماسونری شامل اجرای مجدد صحنه ای است که در کوه معبد در حال ساخت بود؛ بنابراین، هر لژ ماسونی به‌طور نمادین برای مدت درجه معبد است و دارای اشیاء آیینی است که معمار معبد را نشان می‌دهد. اینها ممکن است داخل سالن تعبیه شده باشند یا قابل حمل باشند. در میان برجسته‌ترین آنها، کپی‌هایی از ستون‌های بواز و جاشین وجود دارد که هر مبتدی باید از آن عبور کند.
از لحاظ تاریخی، فراماسون‌ها از نشانه‌های مختلف (اشاره‌های دست)، دستگیره‌ها یا «ژتون‌ها» (دست دادن) و رمز عبور برای شناسایی بازدیدکنندگان ماسونی قانونی از غیرماسون‌ها استفاده می‌کردند که ممکن بود بخواهند در جلسات شرکت کنند. این علائم، دستگیره‌ها و رمزهای عبور چندین بار در معرض دید قرار گرفته‌اند. امروزه فراماسون‌ها از کارت‌های حقوق و سایر اشکال شناسایی کتبی استفاده می‌کنند.

## همپوشانی با نمادگرایی در جنبش قدیس روزهای آخر
عبادت در معابد کلیسای عیسی مسیح قدیسان آخرالزمان دارای اشتراک نمادها، نشانه‌ها، واژگان و لباس با فراماسونری است، از جمله لباس، پیش بند، دست دادن، برافراشتن بازوها و غیره. با این حال، معانی هر یک برای فراماسون‌ها و مقدسین آخرالزمان متفاوت است.
در سال ۱۸۷۷ در معبد سنت جورج، بریگام یانگ عبادت معبد LDS را به داستان هیرام ابیف و معبد سلیمان مرتبط کرد، اگرچه او معتقد بود که این مراسم به‌طور کامل انجام نشده‌است.

## محرمانه بودن تشریفات ماسونی
فراماسون‌ها اغلب می‌گویند که آنها «یک جامعه مخفی نیستند، بلکه جامعه ای با اسرار هستند». اسرار فراماسونری حالت‌های مختلف تشخیص است - گرفتن (دست دادن)، رمز عبور و علائم (اشارات دست) که نشان می‌دهد فرد فراماسون است. در حالی که اینها و بقیه مراسم ماسونی چندین بار در طول سالها افشا شده‌است، فراماسونها همچنان به گونه ای رفتار می‌کنند که گویی مخفی هستند، و قول می‌دهند که آنها را بیشتر از روی سنت و نه نیاز به رازداری واقعی، با بیگانگان بحث نکنند.
این باعث شده‌است که در بین غیر فراماسونرها پنهان‌کاری گسترده‌تری ایجاد شود. ضد ماسون‌ها به وجود «سوگندهای خونین» اشاره می‌کنند که به موجب آن آغازگر سوگند یاد می‌کند که بخش‌های کلیدی مراسم ماسونی را مخفی نگه دارد. این تصور از رازداری منجر به ایجاد بسیاری از تئوری‌های توطئه ماسونی شده‌است.

### ماجرای مورگان و عواقب آن
گفته می‌شود ناپدید شدن مرموز ویلیام مورگان در سال ۱۸۲۶ به دلیل تهدید وی به انتشار کتابی با جزئیات تشریفات مخفی فراماسونری بود.
تلاش برای سوزاندن انتشارات صورت گرفت و مورگان جداگانه به اتهام سرقت جزئی دستگیر شد. او دستگیر شد و به قلعه نیاگارا منتقل شد و پس از آن ناپدید شد. سوء ظن پشت این امر منجر به ایجاد حزب ضد ماسونی شد که از محبوبیت کوتاهی برخوردار شد اما پس از معرفی یک فراماسون سابق به عنوان نامزد ریاست جمهوری خود در سال ۱۸۳۲ به سرعت از بین رفت.